# نوتون، سافک
نوتون (به انگلیسی: Naughton) یک روستا در بریتانیا است که در Nedging-with-Naughton واقع شده‌است.